# Tibacuy
Tibacuy – miasto w Kolumbii, w departamencie Cundinamarca.